# Lillo
|  | Aquest article tracta sobre El municipi castellanomanxec. Si cerqueu el futbolista valencià, vegeu «Manuel Castellano Castro». |

Lillo és un municipi a la província de Toledo (comunitat autònoma de Castella la Manxa) que limita amb els de La Guardia al nord, Corral de Almaguer a l'est, Villacañas al sud, i Tembleque i El Romeral a l'oest.
| 1996  | 1998  | 1999  | 2000  | 2001  | 2002  | 2003  | 2004  | 2005  | 2006  | 2021  |
| ----- | ----- | ----- | ----- | ----- | ----- | ----- | ----- | ----- | ----- | ----- |
| 2.892 | 2.885 | 2.894 | 2.905 | 2.905 | 2.858 | 2.816 | 2.706 | 2.704 | 2.762 | 2.574 |

| Període      | Nom de l'alcalde/-essa                                    | Partit polític | Data de possessió |
| ------------ | --------------------------------------------------------- | -------------- | ----------------- |
| 1979 - 1983  | José Martín González                                      | UCD            | 19/04/1979        |
| 1983 - 1987  | José Antonio Álvarez Álvarez                              | AP/PDP/UL      | 28/05/1983        |
| 1987 - 1991  | Emilio Barajas Fernández                                  | PSOE           | 30/06/1987        |
| 1991 - 1995  | Juan A. Durán Gonzáles (13/03/1992) Julián Sánchez Casas  | PP PSOE        | 15/06/1991        |
| 1995 - 1999  | Julián Sánchez Casas                                      | PSOE           | 17/06/1995        |
| 1999 - 2003  | Julián Sánchez Casas                                      | PSOE           | 03/07/1999        |
| 2003 - 2007  | Julián Sánchez Casas (09/07/2003) Eva María López Álvarez | PSOE           | 14/06/2003        |
| 2007 - 2011  | Angel Valencia Pacheco                                    | PP             | 16/06/2007        |
| 2011 - 2015  | Julián Sánchez Casas                                      | ASHL           | 11/06/2011        |
| 2015 - 2019  | n/d                                                       | n/d            | 13/06/2015        |
| 2019 - 2023  | n/d                                                       | n/d            | 15/06/2019        |
| Des del 2023 | n/d                                                       | n/d            | 17/06/2023        |